# Нешковиці-Великі
Нешковиці-Великі (пол. Nieszkowice Wielkie) — село в Польщі, у гміні Бохня Бохенського повіту Малопольського воєводства.
Населення — 486 осіб (2011).
У 1975—1998 роках село належало до Тарновського воєводства.

## Географія
Селом протікає річка Полянка.

## Демографія
Демографічна структура станом на 31 березня 2011 року:
|          | Загалом | Допрацездатний вік | Працездатний вік | Постпрацездатний вік |
| -------- | ------- | ------------------ | ---------------- | -------------------- |
| Чоловіки | 236     | 58                 | 160              | 18                   |
| Жінки    | 250     | 48                 | 140              | 62                   |
| Разом    | 486     | 106                | 300              | 80                   |